# منتخب إنجلترا لسباعيات الرغبي للسيدات
منتخب إنجلترا الوطني لسباعيات الرغبي للسيدات (بالإنجليزية: England women's national rugby sevens team)‏ هو ممثل إنجلترا الرسمي في المنافسات الدولية في سباعيات الرغبي للسيدات.